# Liste des cours d'eau des Alpes-de-Haute-Provence
Pour un article plus général, voir Géographie des Alpes-de-Haute-Provence.

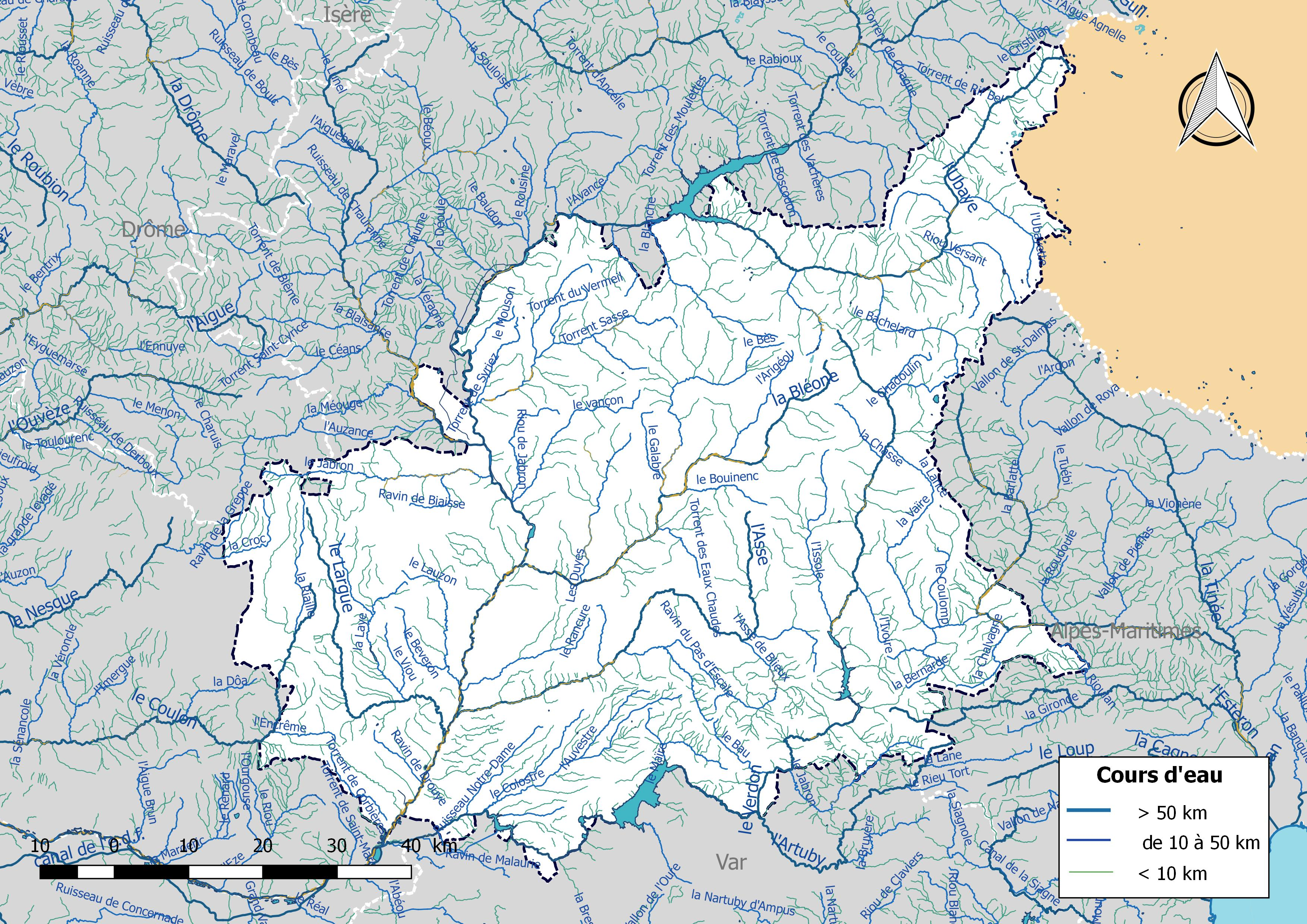
Réseau hydrographique du département des Alpes-de-Haute-Provence.

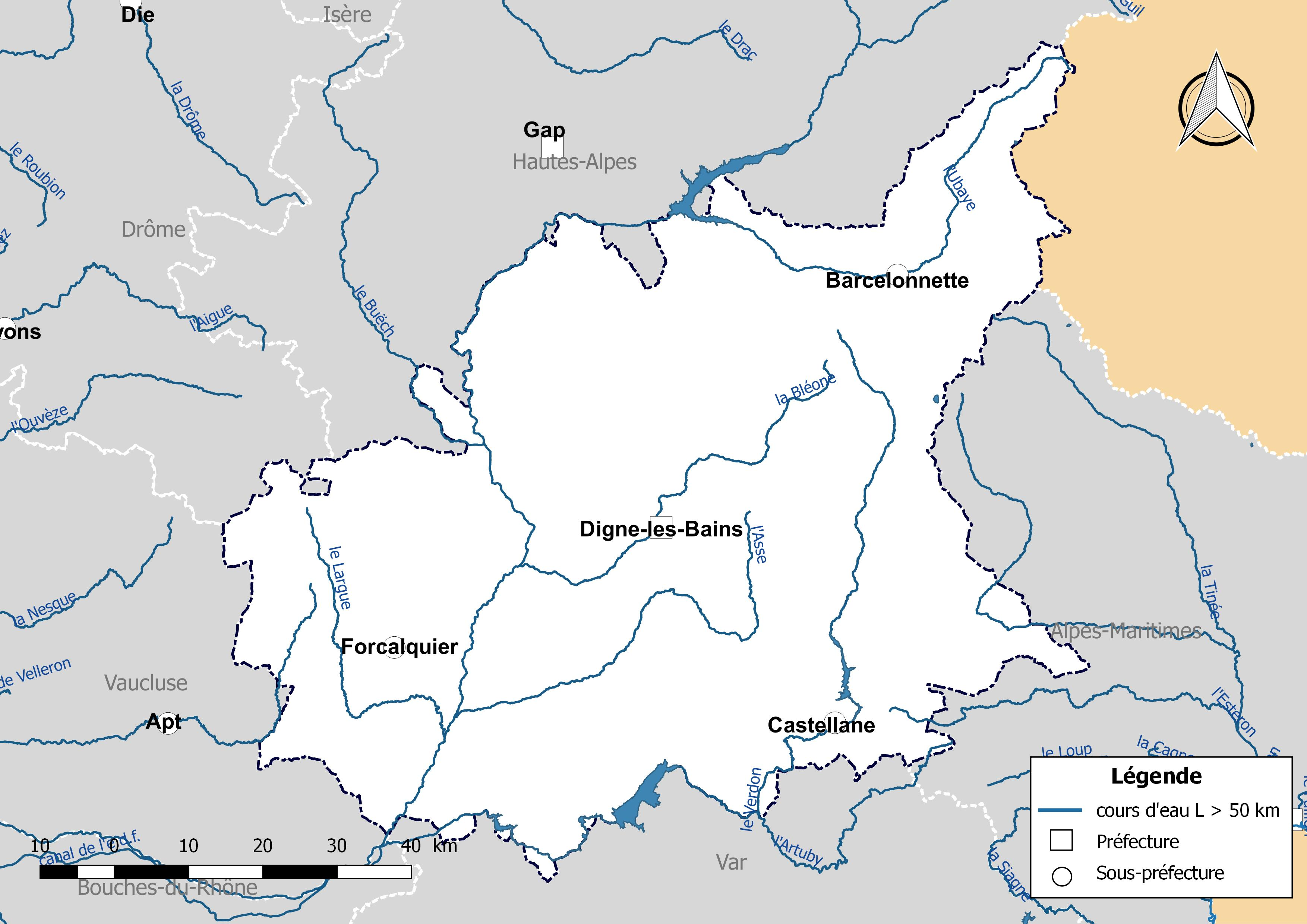
Carte des cours d'eau de longueur supérieure à 50 km drainant le département des Alpes-de-Haute-Provence.

Liste des fleuves, rivières et autres cours d'eau qui parcourent en partie ou en totalité le département des Alpes-de-Haute-Provence. La liste présente les cours d'eau, généralement de plus de 10 km de longueur sauf exceptions, par ordre alphabétique, par fleuves et bassin versant, par station hydrologique, puis par organisme gestionnaire ou organisme de bassin.

## Classement par ordre alphabétique
- Artuby[S 1], Asse[S 2], Asse de Clumanc[S 2], Asse de Blieux[S 3], Asse de Moriez[S 4], Auvestre[S 5]
- Bachelard[S 6], Bau[S 7], Bès[S 8], Beveron[S 9], Blanche[S 10], Bléone[S 11], Bouinenc[S 12], Buëch[S 13], Buès[1], Buye[S 14]
- Calavon[S 15], Chadoulin[S 16], Chalvagne[S 17], Colostre[S 18], Coulomp[S 19], Coulon[S 15], Croc[S 20]
- Durance[S 21], Duyes[S 22]
- Encrême[S 23], Estéron[S 24], Estoublaisse[S 25]
- Grand Vallat[S 26], Grand Vallon[S 27]
- Issole[S 28]
- Jabron (affluent de la Durance)[S 29], Jabron (affluent du Verdon)[S 30]
- Lance[S 31], Largue[S 32], Lauzon[S 33], Laye[S 34], Luye[S 35]
- Parpaillon[S 36]
- Rancure[S 37], Ravin du Brusquet[S 38], Ravin de la Prée[S 39], Riaille[S 40], Riou de Jabron[S 41], Riou Mounal[S 42], Riou Versant[S 43], Rioulan[S 44]
- Sasse[S 45], Syriez[S 46]
- Ubaye[S 47], Ubayette[S 48]
- Vaïre[S 49], Vançon[S 50], Vanson[S 50], Var[S 51], Verdon[S 52].

## Classement par fleuve et bassin versant
Le cours d'eau principal traversant le département Alpes-de-Haute-Provence est la Durance affluent du Rhône, mais le fleuve côtier le Var traverse aussi dans ce département.
--- bassin versant du Rhône : code V* ou bassin versant de la Durance X*
- Le Rhône, 812 km dont 544,9 km en France[S 53]
  - la Durance (rg[note 1]), 323,8 km[S 21]
    - l'Asse (rg), 75,3 km[S 2]
      - l'Asse de Blieux, 22,8 km[S 3]
      - l'Asse de Moriez, 15,8 km[S 4]
      - l'Estoublaisse, 22,2 km[S 25]

    - la Blanche (rg), 30,2 km[S 10]
    - la Bléone (rg), 67,5 km[S 11]
      - le Bès (rd), 38,7 km[S 8]
      - le Bouinenc (rg), 13,8 km[S 12]
      - les Duyes (rd), 25,2 km[S 22]

    - le Buëch (rd), 85,2 km[S 13]
    - le Buès (rd), 6,8 km[note 2]
    - le Coulon ou Calavon (rd), 86,9 km[S 15]
      - le torrent de la Buye, 9,8 km[S 14]
      - l'Encrême (rg), 10,5 km[S 23]
      - le Grand Vallat (rg), 8,3 km[S 26]
      - le Ravin de la Prée (rd), 7,3 km[S 39]
        - le Ravin du Brusquet (rg), 18,6 km[S 38]

      - la Riaille (rd), 20,7 km[S 40]

    - le Jabron (affluent de la Durance) (rd), 36,5 km[S 29]
    - la Largue (rg), 55,4 km[S 32]
      - la Laye (rg), 24,3 km[S 34]

    - le Lauzon (rd), 25,2 km[S 33]
      - le Beveron (rd), 14,9 km[S 9]

    - la Luye (rd), 22,6 km[S 35]
    - le Rancure, 23,9 km[S 37]
    - le Riou de Jabron (rd), 20,9 km[S 41]

- -     - la Sasse (rg), 38,4 km[S 45]
      - le torrent du Grand Vallon (rd), 19,2 km[S 27]
      - le torrent de Siriez (rd), 15,9 km[S 46]

    - l'Ubaye (rg), 82,7 km[S 47]
      - le Bachelard (rg), 27 km[S 6]
      - le Riou Mounal ou riou du Crachet (rd), 8 km[S 42]
      - le Riou Versant ou torrent de Clapouse (rg), 13,2 km[S 43]
      - le ruisseau du Parpaillon (rd), 13,7 km[S 36]
      - l'Ubayette (rg), 20 km[S 48]

    - le Vançon ou Vanson (rg), 30,2 km[S 50]
    - le Verdon, 165,6 km[S 52]
      - l'Artuby, 53,7 km[S 1]
      - le Bau, 13,7 km[S 7]
      - le Chadoulin (rg), 10,5 km[S 16]
      - le Colostre, 36,2 km[S 18]
        - l'Auvestre, 14,9 km[S 5]

      - l'Issole (rd), 28,6 km[S 28]
      - le Jabron (affluent du Verdon) (rd), 30,5 km[S 30]
      - la Lance (rg), 12,5 km[S 31]

  - l'Ouvèze (rg), 93,3 km[S 54]
    - la Sorgue, 30,4 km[S 55]
      - la Nesque, 53,3 km[S 56]
        - la Croc, 26,1 km[S 20]

--- bassin versant du Var : code Y*
- le Var, 113,8 km[S 51]
  - la Chalvagne (rd), 15,1 km[S 17]
  - le Coulomp (rd), 20,3 km[S 19]
    - la Vaïre (rd), 25,2 km[S 49]

  - l'Estéron (rd), 66,6 km[S 24]
    - le Rioulan (rg), 11,7 km[S 44]

## Hydrologie oustation hydrologique
la Banque Hydro a référencé les cours d'eau suivants :
- L'Asse à :
  - Beynes [Chabrières][BH 1], Oraison [Pont d'Asse][BH 2]
- Le Baux à Rougon [Pont de la D 952][BH 3]
- Le Bès à la Javie [Esclangon-Péroure][BH 4]
- La Bléone à Digne-les-Bains [Pont Beau de Rochas][BH 5]
- Le Chadoulin à Allos[BH 6]
- Le torrent de Chasse à Villars-Colmars [La Moulière][BH 7]
- Le torrent de Clapouze à Jausiers [Restefond][BH 8]
- Le torrent de Clignon à Colmars[BH 9]
- Le Coulon à Oppedette[BH 10]
- Le Riou de Crachet à Saint-Paul [Col de Vars][BH 11]
- La Durance à :
  - Salignac [Usine EDF][BH 12], Oraison [Escale][BH 13], la Brillanne [ancienne prise][BH 14]
- Le Francon à Draix [Francon][BH 15]
- L'Issole à Saint-André-les-Alpes [Mourefrey][BH 16]
- L'Ivoire à Allons[BH 17]
- Le Jabron à Sisteron [Pont de Nadé][BH 18]
- Le Largue à :
  - Villeneuve [Notre-Dame de la Roche][BH 19], Saint-Maime [SAINT MAIME][BH 20]
- Le Lauzon à Villeneuve[BH 21]
- Le Laval à Draix [Laval][BH 22]
- La Laye à Limans [Les Ybourgues][BH 23]
- Le torrent de Parpaillon à la Condamine-Châtelard [Sainte-Anne][BH 24]
- La source Pruneyret au Lauzet-Ubaye [tunnel][BH 25]
- La ravine élémentaire à Draix [La Roubine][BH 26]
- La Sasse à :
  - Valernes [Pont de Valernes][BH 27], Clamensane[BH 28], Valernes [La Barque][BH 29]
- Le Syriex à la Motte-du-Caire[BH 30]
- Le Trou du Loup au Brusquet[BH 31]
- L'Ubaye à :
  - Barcelonnette [Abattoir][BH 32], Le Lauzet-Ubaye [Roche Rousse][BH 33]
- La Vaïre à :
  - Annot [Pont des Scaffarels][BH 34], Thorame-Haute [Méailles][BH 35]
- Le Vançon à :
  - Volonne [Perouse][BH 36], Sourribes [Pont de Sourribes][BH 37]
- Le Var à Entrevaux [Pont-Levis][BH 38]
- Le Verdon à :
  - Allos [La Foux][BH 39], Colmars[BH 40], la Mure-Argens [camping][BH 41], Demandolx [Castillon][BH 42], Saint-André-les-Alpes [Pont-de-Meouilles][BH 43], Sainte-Croix-de-Verdon[BH 44]
- Le Riou Versant à Jausiers [Le Moulin][BH 45]

## Organisme de bassinou organisme gestionnaire
- Le syndicat mixte d'aménagement de la Bléone (SMAB) regroupe les collectivités territoriales ayant intérêt à la gestion et l'aménagement de la rivière. Il a construit des digues de protection sur les rives de la rivière de Digne-les-Bains à Mallemoisson[2].
- SIRCC - Syndicat Intercommunal de Rivière du Calavon-Coulon[3]
- Le SMAVD ou Syndicat mixte d’aménagement de la vallée de la Durance[4], dont le périmètre d'intervention s'étend de Serre-Ponçon au Rhône, est la structure gestionnaire de la rivière. Il est concessionnaire du Domaine public fluvial (DPF) sur la Basse Durance mais intervient également sur le DPF de l'État sur la Moyenne Durance. Il œuvre essentiellement dans les domaines suivants : la gestion des crues, l’amélioration de la sécurité, le transport solide, la préservation et de la gestion du patrimoine naturel, la gestion des différents usages.
- Le Parc naturel régional du Verdon, syndicat mixte et structure porteuse du SAGE du bassin versant du Verdon[5]
- le SMADESEP ou Syndicat Mixte d'Aménagement et de Développement de Serre-Ponçon[6] est l'organisme gestionnaire de l'Ubaye.